# Anna-Lisa Thomson

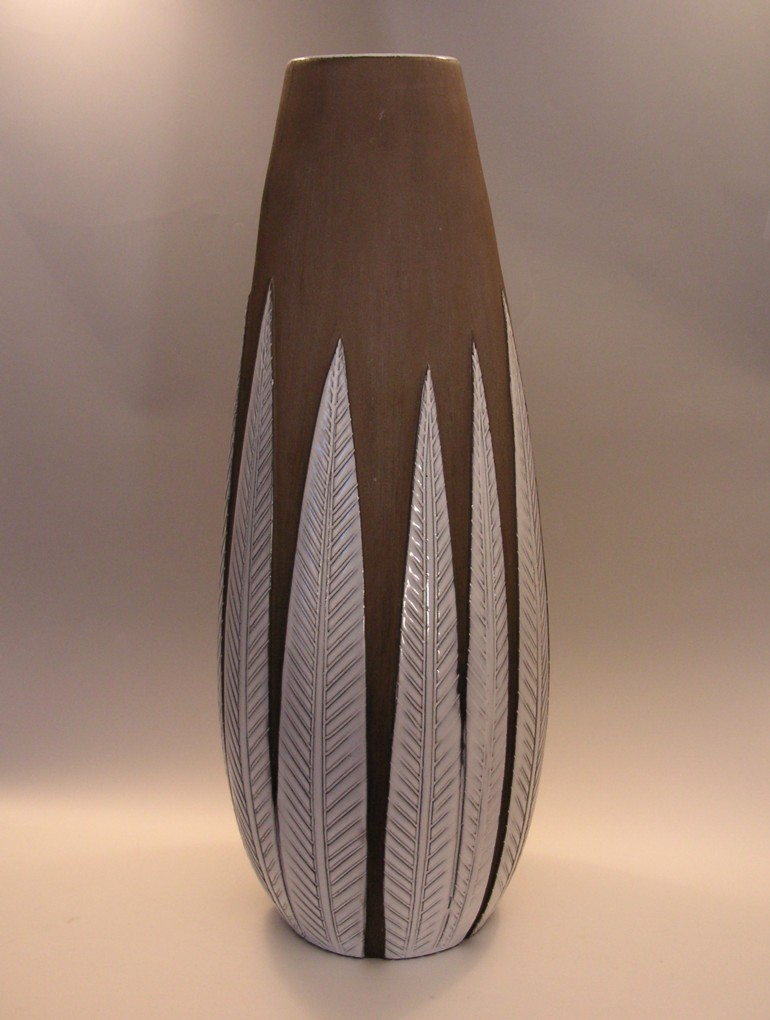
Anna-Lisa Thomsons "Paprika", 1948

Anna-Lisa Thomson, född 20 september 1905 i Karlskrona, död 12 februari 1952 i Uppsala, var en svensk keramiker, målare och tecknare.
Hon var dotter till grosshandlaren Axel Thomson och Lisa Molander och gift med läkaren John-Paul Edwardson samt faster till Margaretha Thomson. Hon fick sin utbildning på Tekniska skolan 1924–1928 och kunde med flera resestipendier studera keramisk konst under studieresor till Italien, Österrike, Prag och Dresden. Som första fast anställda konstnär började hon direkt efter utbildningen på S:t Eriks lervarufabrik i Uppsala; efter två år var hon fabrikens konstnärlige ledare. I mitten på 1930-talet kom hon till Upsala-Ekeby AB, där hon tillsammans med Sven Erik Skawonius och Vicke Lindstrand skulle förändra företagets keramiska inriktning. Thomsons och Skawonius prydnadsgods och porslin fick flera internationella utmärkelser, bland annat i Paris 1937 och New York 1939.
Ett av Thomsons mest kända arbeten är vasen "Paprika" från 1948, som tillverkades i en mängd olika former och storlekar och producerades fortfarande en bit in på 1960-talet. "Paprika" är en kombination av grovt, svart lergods och blank vit eller gul glasyr, detta var en nyhet för tiden. "Lancett" från 1949 var ett annat innovativt arbete, en urna med en relief under celadonglasyren. Hennes konstgods utmärkte sig genom sina enkla, rena former med målade eller reliefmönstrade växt- eller havsmotiv. Målmedvetet drev hon principen att genom samarbete med storindustrin kunna skapa prisbilliga föremål, vilka därigenom skulle bli tillgängliga för den stora allmänheten.
Anna-Lisa Thomson var även en begåvad målare, och hon tillbringade delar av året i sin sommarstuga i Grundsund på västkusten för att måla. Hennes verk var naivistiska, naturinspirerade och färgsprakande. Hon drabbades av bröstcancer och dog vid 46 års ålder. Diktsamlingen "Eko av dagens ljusa klang"  innehåller Anna-Lisa Thomsons illustrationer samt dikter och utgavs postumt 1953.
Separat ställde hon några gånger i Uppsala och på Galerie Moderne i Stockholm 1943 samt i Karlskrona 1944. Hon medverkade i Stockholmsutställningen 1930, Konsthantverkarnas gilles utställning på Nationalmuseum 1937, Sveriges allmänna konstförenings utställningar i Stockholm 1941–1942, Lorensbergs konstsalong i Göteborg 1949 och Triennalen i Milano 1951 där hon tilldelades en silvermedalj samt utställningar med Upsala-Ekebykoncernens produkter på bland annat Röhsska konstslöjdmuseet i Göteborg och Thurestams konstgalleri i Stockholm. En minnesutställning visades på Östgöta nation i Uppsala 1953 och en representativ kollektion ställdes ut på Sickan Abramsons konstsalong i Uppsala 1956. 
Stiftelsen Anna-Lisa Thomson Till Minne grundades efter Thomsons bortgång 1952. Stiftelsens huvudsakliga uppgift är att dela ut årliga stipendier till kvinnliga konstnärer som nyligen genomgått en konstnärlig utbildning. Thomson finns representerad vid bland annat Nationalmuseum i Stockholm och Röhsska konstslöjdmuseet i Göteborg.  
Anna-Lisa Thomson är begravd på Uppsala gamla kyrkogård.